# Fra Filippo Lippi

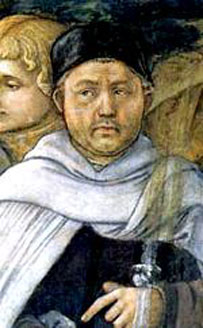
Részlet a Jelenetek a Szűz életéből – Lippi önarcképe diákjaival (c. 1440)

Fra Filippo Lippi (Firenze, 1406 körül – Spoleto, 1469. október 8.), Lippo Lippi néven is ismert, itáliai festő, a quattrocento (XV. század) stílus képviselője.

## Életpályája
Lippi Firenzében született, apja, Tommaso hentes volt. Szülei még gyermekkora alatt meghaltak. Nagynénje, Mona Lapaccia fogadta örökbe. 1420-ban a Karmelita Rend firenzei közösségében bekerült egy helyi névjegyzékbe ahol 1432-ig élt miután 1421-ben, 16 éves korában Karmelita fogadalmat tett. A legkiválóbb festők, szobrászok és építészek élete című művében, Giorgio Vasari azt írja "Tanulás helyett összes idejét saját és mások könyvére való firkálással töltötte, ". Vasari úgy döntött, hogy megadja neki a festővé válás lehetőségét. Végül is Fra Filippo otthagyta a kolostort, de úgy tudott, hogy fogadalma életben maradt. Egy 1439-es levélben azt írta magáról hogy ő Firenze legszegényebb szerzetese, kinek hat házasulandó unokahúg is gondviselése alatt áll.
1452-ben a firenzei S. Giovannio zárda káplánja lett, 1457-ben a S. Quirico rektora Leganiában és úgy tűnik, időnként jelentősebb bevételre tett szert, de ennek ellenére folyamatos szegénységben élt.
Vasari Fra Filippóról szóló történetei között romantikus kalandok is találhatók, bár ezek valóságtartalmát modern életrajzírói vitatják. Fra Filippo látogatásai Anconába és Nápolyba és mór kalózok általi rabsága, melyből állítólag rajztudásának köszönhetően szabadult ki, csak Vasari írásaiban található meg. 1431 és 1437 közötti karrierjéről nincsenek adatok.
Fennmaradt dokumentumok alapján szinte bizonyossággal mondható, hogy 1456 júniusában Fra Filippo a Firenze közelében lévő Pratóban élt, ahol freskókat festett a helyi katedrálisban. 1458-ban míg a freskókon dolgozott, elkezdett festeni egy képet a pratoi Szent Margerita zárda kápolna számára, ahol Lucrezia Butival találkozott. Lucrezia egy firenzei, Francesco Buti gyönyörű lánya volt, akit egy időre valószínűleg a nővérek gondjaira bíztak. Lippi engedélyt kért hogy Lucreziát használhassa Madonnája ihletéül, ám a lányt szenvedélyes szeretkezés után megszöktette és saját házában tartotta az apácák minden, a lány visszaszerzése érdekében tett, erőfeszítése ellenére.

## Művészete
Fra Filippo Lippi a kalandos életű karmelita szerzetes a firenzei quattrocento festészet egyéni stílusú képviselője. Művészetéből életöröm sugárzik, a képein a szent jelenetek gyakran profán tartalmat kapnak. A két Masaccio- kortárs a szent életű dominikánus Fra Angelico és a szabadosabb életvitelű Fra Filipo Lippi hasonló művészi munkásságát sem elsősorban a szigorú rendi szabályok irányították. Életműveik freskóciklusokat és számos kisebb-nagyobb oltárképet foglalnak magukban. Fra Filippót nem nagyon foglalkoztatták a kompozíciós témák, de freskóinak, táblaképeinek ösztönös bája, lírai festőisége, a színek és formák frissessége bőségesen kárpótol ezért. Néhány motívumát, mint a tánclépésben ábrázolt, lebegő ruhájú nőalakok vagy a Madonna és a gyermek bensőséges kapcsolatát a következő nemzedék, Botticelli és Ghirlandaio művein láthatjuk újra viszont.

## Galéria

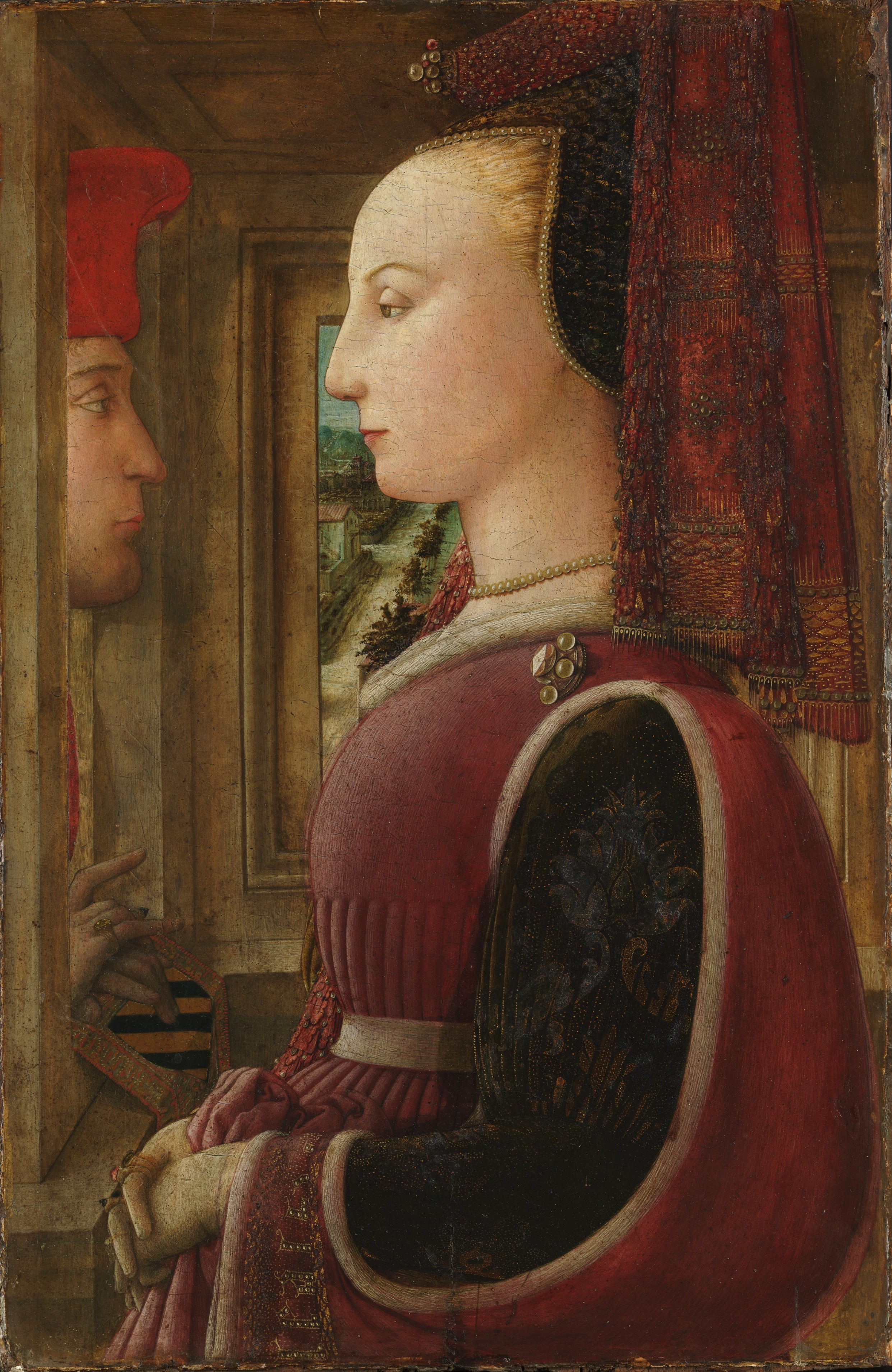
Férfi és nő ablakszárnyas portréja, (c. 1440)
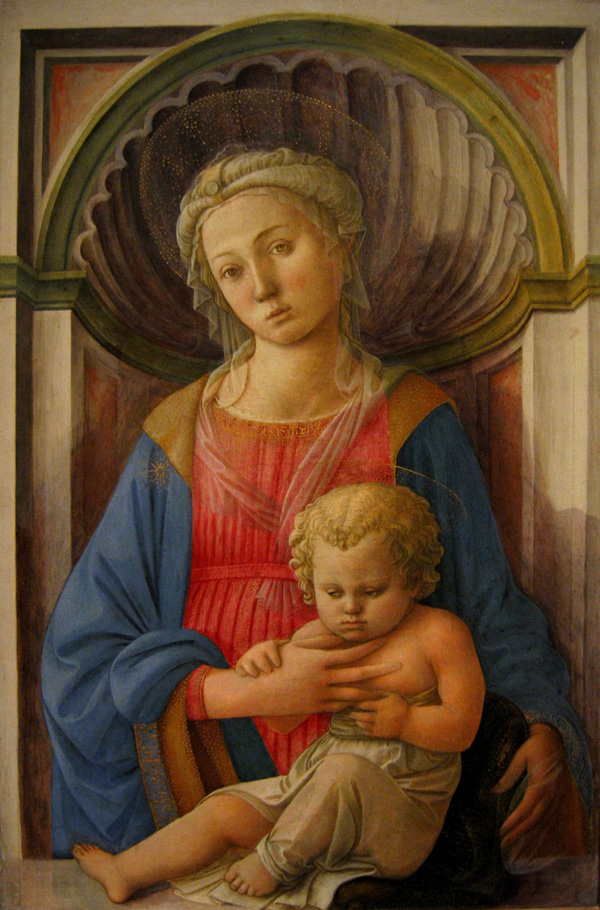
Madonna és gyermek, (c. 1440-45)
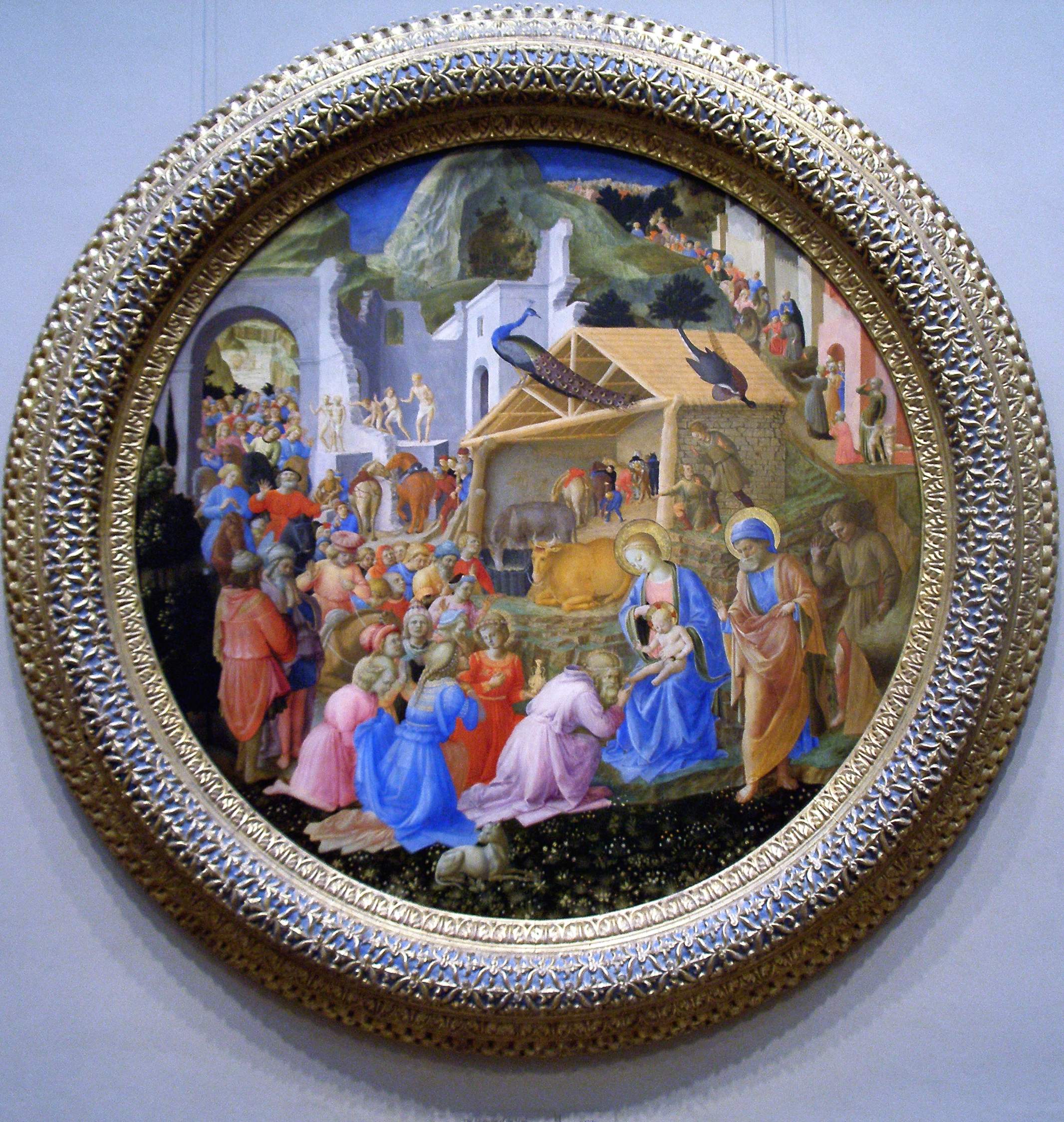
Királyok imádása, tondó (1445)
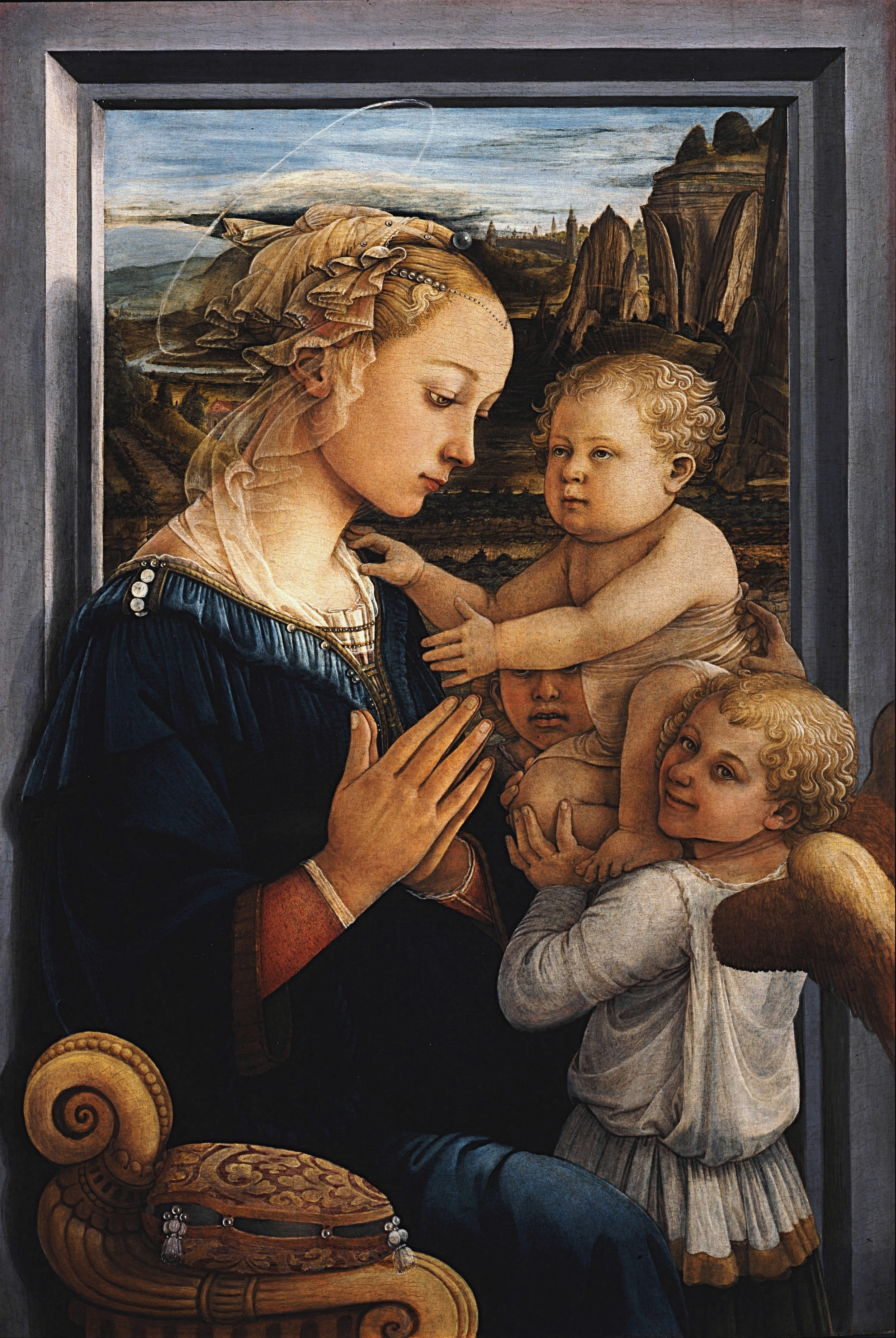
Madonna két angyallal (c. 1450)

## Fő művei

### Gyűjtemények
- Museo Nazionale di Palazzo Barberini, Róma
  - Mária gyermekével – 1437, 114x65 cm.
- Louvre, Párizs
  - Barbadori-oltár – Mária gyermekével, angyalokkal és két szenttel. 1437, 217x244 cm. .
- Metropolitan Museum, New York
  - Trónoló Mária gyermekével és két angyallal – Triptichon középrésze. 1437 körül. 123x63 cm. 
  - Jegyespár képmása – 1447 körül, 63x41 cm. 
  - Az Allesandri-Tiptichon – 1443-1445. Középső képe 122x116 cm. Egy-egy szárnyképe 72x39 cm.
- Accademia Albertina, Torino
  - Szent Ágoston és Szent Ambrus – Triptichon szárnyképe. 1437 körül. 129x65 cm. 
  - Szent Gergely és Szent Jeromos – Triptichon szárnyképe. 1437 körül. 129x65 cm.
- Uffizi, Firenze
  - Mária koronázása – 1441-1447. 200x287 cm. 
  - Trónoló Madonna Gyermekével és négy szenttel – 1442 körül. 196x196 cm. 
  - A gyermek Jézus imádása – 1455 körül. 137x134 cm.
  - Mária gyermekével és két angyallal. – 1460 körül, 95x62 cm.
- Staatliche Museen Preussischer Kulturbesitz, Berlin
  - A méhcsoda – Jelenet Szent Ambrus legendájából. A Mária koronázása-oltárkép predellájának része. 28x51 cm. 
  - A gyermek Jézus imádása – 1459 körül. 127x116 cm. 
  - Női képmás – 47x31 cm.
- Museo Mediceo, Firenze
  - Mária gyermekével – 1442-1443. 115x71 cm.
- National Gallery of Art, Washington
  - Királyok imádása – 1442-1445 között. Átmérő: 137 cm.
- Pinacoteka Vaticana, Róma
  - Mária koronázása – 1443 körül. Középső képe 172x93 cm, egy-egy szárnyképe 167x80 cm.
- Alte Pinakothek, München
  - Angyali üdvözlet – 1443-1447, 202x186 cm. 
  - Mária gyermekével – 1466 körül. 75x53 cm.
- National Gallery, London
  - Szent Bernát látomása – 1447. 69x105 cm. 
  - Angyali üdvözlet – 1457-1458. 66x151 cm. 
  - Hét Szent – 1457-1458. 66x151 cm.
- Galleria Pitti, Firenze
  - Mária Gyermekével és jelenetek Szent Anna életéből.– 1452. Átmérő: 135 cm.
- The Cleveland Museum of Art
  - Szent Antal – Triptichon szárnyképe. 1457-1458. 81x30cm.
  - Szent Mihály – Triptichon szárnyképe. 1457-1458. 81x30 cm.

### Freskók
- Prato, dóm
  - Szent Jeromos siratása – 268x165 cm. 
  - Lukács evangélista – 1452 körül
  - Máté evangélista – 1452 körül
  - Keresztelő Szent János – 1453-1455. 
  - Szent István születése. – 1453-1455. 
  - Keresztelő Szent János élete – 1465 körül
  - Szent István élete – 1455 körül
  - Szent István gyászszertartása – 1458-1460 körül
  - Heródes lakomája – 1460-1464.
- Spoleto, dóm
  - Mária koronázása – 1467-1469. 
  - Angyali üdvözlet – 1467-1469.
- Palazzo Venezia, Róma
  - Angyali üdvözlet – 1445 körül, 156x183 cm.